# Rödeby församling
Rödeby församling är en församling i Blekinge kontrakt, Lunds stift och Karlskrona kommun. Församlingen bildar eget pastorat - Rödeby pastorat. 
Församlingskyrka är Rödeby kyrka.

## Administrativ historik
Församlingen har medeltida ursprung.
Församlingen ingick som annexförsamling fram till 1 maj 1915 i Fridlevstads pastorat och bildade därefter ett eget pastorat. Från 1 juli 1951 till och med 1983 var församlingen indelad i två kyrkobokföringsdistrikt: Rödeby norra kbfd (till 1973 100501, från 1974 108013) och Rödeby södra kbfd (till 1973 100502, från 1974 108014).

## Series pastorum
| Ämbetstid | Namn             | Levnadstid | Övrigt |
| --------- | ---------------- | ---------- | ------ |
| 1915-1947 | August Eker      | 1876-1947  |        |
| 1948-1974 | Nils Grönlund    | 1909-1974  |        |
| 1974-1990 | Sven Salomonsson | 1925-2009  |        |
| 1990-2000 | Ingmar Lendahls  | 1945-      |        |
| 2001-2003 | Lars Riberth     | 1963-      |        |
| 2004-2006 | Mats-Ola Nylén   | 1964-      |        |
| 2007-2012 | Pamela Garpefors | 1970-      |        |
| 2012-2016 | Mats-Ola Nylén   | 1964-      |        |
| 2016-2023 | Mats Svensson    | 1962-      |        |
| 2024-     | Wictor Wallin    |            |        |

## Organister och kantorer
| Verksam   | Namn                  | Levnadstid |
| --------- | --------------------- | ---------- |
| 1883-1898 | Ola Nilsson Cederberg | 1839-1898  |
| 1898-1932 | Josef Lindgren        | 1871-1962  |
|           | Lars-Erik Hedbor      | 1914-2012  |
| 1996-2013 | Christina Ström       |            |
| 2013-2014 | Rose-Marie Gullbing   | 1947-      |
| 2014-2016 | Sonny Gustafsson      |            |
| 2016-2020 | Lena Johansson        | 1957-      |
| 2020-2021 | Björn Alexandersson   |            |

## Kyrkvaktare
| Verksam | Namn           | Levnadstid |
| ------- | -------------- | ---------- |
| 1891-   | Mattis Jönsson | 1823-      |